# Верхнекундрюченское сельское поселение
Верхнекундрюченское сельское поселение — муниципальное образование в Усть-Донецком районе Ростовской области. 
Административный центр поселения — станица Верхнекундрюченская.

## Административное устройство
В состав Верхнекундрюченского сельского поселения входят:
- станица Верхнекундрюченская;
- хутор Евсеевский;
- хутор Кривая Лука;
- хутор Мостовой;
- хутор Тереховский;
- хутор Топилин.

## Население
| 2010  | 2012  | 2013  | 2014  | 2015  | 2016  | 2017  |
| ----- | ----- | ----- | ----- | ----- | ----- | ----- |
| 3217  | ↘3147 | ↘3109 | ↘3068 | ↘3050 | ↘3022 | ↗3036 |
| 2018  | 2019  | 2020  | 2021  | 2022  |       |       |
| ↘3035 | ↘3016 | ↘2989 | ↘2983 | ↘2945 |       |       |